# Lingulida
Lingulida – rząd ramienionogów.